# We Are Domi
We Are Domi (dříve vystupující také pod jménem DOMI) je česko-norské elektropopové trio působící od roku 2018. Jeho současnými členy jsou Dominika Hašková, Casper Hatlestad a Benjamin Rekstad.
Skupina s písní „Lights Off“ zastupovala Českou republiku na soutěži Eurovision Song Contest 2022 v Turíně.

## Historie
Členové kapely se seznámili na konzervatoři v anglickém Leedsu. Zpěvačka Dominika Hašková, dcera hokejového brankáře Dominika Haška, v Česku vešla ve známost mimo jiné účastí v soutěži Česko Slovensko má talent roku 2010; jejími hudebními vzory jsou mimo jiné Dua Lipa či Sigrid.
V roce 2019 kapela vydala debutový singl „Let Me Follow“. Následující rok přesídlila v souvislosti s koronavirovou pandemií do Prahy.
Počátkem prosince 2021 se We Are Domi objevili mezi vybranými účastníky českého národního kola do soutěže Eurovision Song Contest 2022, o kterou se ucházeli se singlem „Lights Off“. Česká televize tuto píseň vyhlásila vítězem 16. prosince po sečtení bodů odborné poroty a českých i zahraničních fanoušků. Kapela tak v květnu vystoupila v mezinárodním semifinále soutěže v Turíně; toto vystoupení jim zajistilo i účast ve finále soutěže, kde se s 38 body umístili na 22. místě.

## Členové
- Dominika Hašková – zpěv
- Casper Hatlestad – kytara
- Benjamin Rekstad – klávesy

## Diskografie

### Singly
- „Let Me Follow“ (2019)
- „Wouldn't That Be Nice“ (2019)
- „Someone New“ (2020)
- „Lights Off“ (2021)
- „ALIVE“ (2022)
- „Paradise“ (2023)
- „FU“ (2023)